# Aliança Democràtica Eritrea
L' Aliança Democràtica Eritrea/Eritrean Democratic Alliance (EDA) és una coalició d'oposició d'Eritrea. Fou fundada el gener del 2005 per 16 organitzacions reunides a Khartum però amb suport d'Etiòpia. Els principals partits eren el Front d'Alliberament d'Eritrea, el Front d'Alliberament d'Eritrea-Consell Revolucionari, el Front Democràtic Revolucionari d'Eritrea (pro-etíop), Sagam, Segede i el Front de Reforma Islàmica d'Eritrea o Moviment de Reforma Islàmica d'Eritrea/Eritrean Islamic Reform Front/Movement. El 2007 es va informar d'una divisió però després es va superar al congrés del 2008, confluint 13 organitzacions: 
- Moviment Democràtic d'Alliberament dels Kunama d'Eritrea/Democratic Movement For the Liberation of the Eritrean Kunama-DMLEK,
- Organització Democràtica Afar de la Mar Roja/Red Sea Afar Democratic Organization-RSADO,
- Front Democràtic Popular d'Eritrea/Eritrean Peoples Democratic Front-EPDF,
- Front Nacional de Salvació d'Eritrea/Eritrean National Salvation Front-ENSF,
- Front d'Alliberament d'Eritrea/Eritrean Liberation Front-ELF,
- Partit Popular d'Eritrea/Eritrean Peoples' Party-EPP,
- Partit Islàmic per la Justícia i el Desenvolupament d'Eritrea/Eritrean Islamic Party for Justice and Development-EIPJD, abans Moviment Islàmic de Salvació d'Eritrea/Eritrean Islamic Salvation Movement
- Congrés Popular d'Eritrea/Eritrean People’s Congress-EPC,
- Moviment Popular d'Eritrea/Eritrean Peoples' Movement-EPM,
- Partit Nahda d'Eritrea/Eritrean Nahda Party-ENP,
- Partit Democràtic d'Eritrea/Eritrean Democratic party,EDP,
- Congrés Islàmic d'Eritrea/Eritrean Islamic Congress-EIC
- Partit Federal Democràtic d'Eritrea/Eritrean Federal Democratic Party-EFDM.

El 2016 es va fer una nova reunió a Chatham House per debatre la situació del partit.